# 30 lipca
30 lipca jest 211. (w latach przestępnych 212.) dniem w kalendarzu gregoriańskim. Do końca roku pozostaje 154 dni.

## Święta
- Imieniny obchodzą: Abdon, Ingeborga, Julita, Leopold, Maksyma, Piotr, Rościsław, Sekunda, Swojsław, Ubysław i Ursus.
- Maroko – Święto Tronu
- Międzynarodowe – Międzynarodowy Dzień Przyjaźni (ustanowione przez Zgromadzenie Ogólne ONZ w 2011)[1]
- Vanuatu – Święto Niepodległości
- Wspomnienia i święta w Kościele katolickim[2][3] obchodzą:
  - św. Abdon i Senen (męczennicy)
  - św. Julita z Cezarei
  - bł. Manes Guzmán
  - św. Maria Venegas de la Torre
  - św. Piotr Chryzolog (ojciec i doktor Kościoła)

## Wydarzenia w Polsce

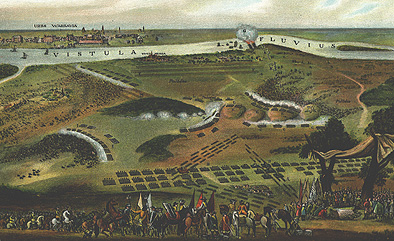
Bitwa pod Warszawą (1656) na obrazie Johana Filipa Lemke

- 1457 – Wojna trzynastoletnia: rozpoczęło się oblężenie krzyżackiej twierdzy Gniew.
- 1464 – Wojna trzynastoletnia: nagły i skoordynowany wypad załóg krzyżackich z obleganej twierdzy Nowe i innych twierdz pokonał oddziały Związku Pruskiego, znosząc oblężenie, które przywrócono 1 sierpnia po przybyciu posiłków.
- 1535 – V wojna litewsko-moskiewska: wojska polskie rozpoczęły oblężenie Staroduba.
- 1553 – Na Wawelu została koronowana Katarzyna Habsburżanka, trzecia żona króla Zygmunta II Augusta.
- 1656 – Potop szwedzki: zwycięstwo wojsk szwedzko-brandenburskich w bitwie pod Warszawą (28–30 lipca).
- 1698 – Poświęcono kościół Imienia Jezus we Wrocławiu.
- 1796 – Nad Strzegomką w Łażanach na Dolnym Śląsku otwarto drugi europejski most żeliwny.
- 1840 – Eduard Blásy i Ján Ruman Driečny (starszy) dokonali pierwszego wejścia na Rysy.
- 1880 – W Poznaniu uruchomiono pierwszą linię tramwaju konnego.
- 1882 – Otwarto Dworzec Tatrzański w Zakopanem.
- 1889 – Otwarto należącą do Austriackich Kolei Państwowych linię kolejową Lwów–Czerniowce (dł. 266,66 km).
- 1893 – Powstała Socjaldemokracja Królestwa Polskiego.
- 1915 – Uruchomiono Mławską Kolej Dojazdową.
- 1920 – Tymczasowy Komitet Rewolucyjny Polski ogłosił Manifest do polskiego ludu roboczego miast i wsi, w którym zapowiedział utworzenie polskiej republiki radzieckiej.
- 1924 – Na Górnym Śląsku wybuchł strajk 150 tysięcy górników i hutników w obronie 8-godzinnego dnia pracy.
- 1939:
  - Bolesław Napierała wygrał 5. Tour de Pologne.
  - Po 123 latach do opactwa benedyktynów w Tyńcu powrócili mnisi.
- 1941 – Brygada Kawalerii SS rozpoczęła akcję eksterminacyjną na bagnach Prypeci.
- 1943 – Rzeź wołyńska: oddział UPA zamordował 33 Polaków w Antonówce nad Horyniem i okolicach.
- 1944:
  - Mińsk Mazowiecki został wyzwolony przez AK, a krótko po tym zajęty przez Armię Czerwoną.
  - Bielsk Podlaski i Kołbiel zostały zajęte przez Armię Czerwoną.
  - Nadająca z Moskwy Radiostacja im. Tadeusza Kościuszki wyemitowała czterokrotnie odezwę wzywającą ludność Warszawy do powstania.
  - Oddział UPA zamordował w lesie pod Baligrodem 11 mieszkańców Średniej Wsi.
  - Porażka batalionu AK w bitwie nad Wesołówką koło Sandomierza z żandarmerią niemiecką.
  - W Forcie III Twierdzy Modlin w Pomiechówku Niemcy rozstrzelali 281 żołnierzy AK i NSZ.
  - Z Pawiaka wysłano ostatnie transporty więźniów: 1400 do obozu koncentracyjnego Gross-Rosen i 400 do obozu Ravensbrück.
- 1961 – Henryk Kowalski wygrał 18. Tour de Pologne.
- 1970 – Dokonano oblotu samolotu amatorskiego J-1 Prząśniczka.
- 1974 – Oddano do użytku Radiowe Centrum Nadawcze w Konstantynowie koło Gąbina.
- 1985 – W warszawskiej hali Torwar odbył się pierwszy polski koncert grupy Depeche Mode.
- 1992 – Sejm RP ustanowił dzień 15 sierpnia Świętem Wojska Polskiego.
- 2017 – We Wrocławiu zakończyły się 10. World Games.

## Wydarzenia na świecie
- 101 p.n.e. – Legiony rzymskie odniosły zwycięstwo nad germańskimi najeźdźcami w bitwie pod Vercellae.
- 762 – Kalif Al-Mansur założył Bagdad.
- 1178 – Cesarz rzymski Fryderyk I Barbarossa został koronowany na króla Burgundii.
- 1419 – Powstanie husyckie: podczas sporu w Radzie Miasta zostało wyrzuconych przez okno Ratusza Nowomiejskiego w Pradze siedmiu katolickich rajców (I defenestracja praska).
- 1502 – W czasie swej czwartej wyprawy do Nowego Świata Krzysztof Kolumb wylądował na wyspie Guanaja u wybrzeży Hondurasu.
- 1505 – W Kolonii podpisano układ pokojowy kończący wojnę o sukcesję w Landshut.
- 1619 – W Jamestown w Wirginii utworzono pierwszą Radę Mieszkańców na kontynencie północnoamerykańskim. Tego samego dnia wybuchł tam strajk polskich rzemieślników, pierwszy strajk na kontynencie północnoamerykańskim.
- 1627 – Włoski półwysep Gargano nad Morzem Adriatyckim został zdewastowany przez tsunami wywołane trzęsieniem ziemi.
- 1635 – Wojna osiemdziesięcioletnia: wojska holenderskie rozpoczęły oblężenie Schenkenschans.
- 1707 – Kardynał Nuno de Cunha da Ataíde został generalnym inkwizytorem Portugalii.
- 1729 – Założono Baltimore w Maryland.
- 1733 – W Bostonie powstała pierwsza amerykańska loża masońska.
- 1734 – Rozpoczęto budowę katedry we włoskiej Rawennie.
- 1766 – William Pitt został premierem Wielkiej Brytanii.
- 1775 – James Cook powrócił do Anglii z drugiej wyprawy dookoła świata.
- 1789 – Z Kadyksu w rejs dookoła świata wypłynęła wyprawa pod dowództwem Włocha w służbie hiszpańskiej Alessandra Malaspiny.
- 1791 – Rewolucja francuska: zniesiono wszystkie ordery i odznaczenia królewskie.
- 1792 – Rewolucja francuska: wkraczający do Paryża ochotniczy batalion marsylski po raz pierwszy na terenie miasta odśpiewał Marsyliankę.
- 1799 – II koalicja antyfrancuska: kapitulacja wojsk francusko-polskich w oblężonej przez Austriaków włoskiej Mantui.
- 1820 – Została odkryta wyspa Mataiva na Pacyfiku.
- 1825 – Została odkryta wyspa Malden na Pacyfiku.
- 1845 – Sylvain Van de Weyer został premierem Belgii.
- 1864 – Wojna secesyjna: zwycięstwo Konfederatów w tzw. bitwie o krater podczas oblężenia Petersburga.
- 1865 – U wybrzeży Kalifornii rozbił się na skałach i zatonął statek pasażerski „Brother Jonathan” wraz z 225 osobami na pokładzie.
- 1871 – W wyniku eksplozji kotła na promie pasażerskim „Westfield” w nowojorskim porcie zginęło 125 osób.
- 1903 – W Brukseli rozpoczął się drugi zjazd Socjaldemokratycznej Partii Robotniczej Rosji, w trakcie którego doszło do jej podziału na frakcje bolszewików i mienszewików.
- 1904 – Wojna rosyjsko-japońska: rozpoczęły się: bitwa pod Ximucheng i rosyjska obrona Port Artur.
- 1905 – Założono paragwajski klub piłkarski Club Libertad.
- 1910 – Dokonano oblotu brytyjskiego dwumiejscowego samolotu treningowego Bristol Boxkite.
- 1912 – Yoshihito został cesarzem Japonii.
- 1913 – Rozpoczęto budowę Mostu Chabarowskiego na linii Kolei Transsyberyjskiej nad rzeką Amur.
- 1914:
  - I wojna światowa: w Rosji ogłoszono powszechną mobilizację.
  - W wyniku eksplozji fajerwerków podczas festiwalu w Tudeli w północnej Hiszpanii zginęło 25 osób, a 50 zostało rannych.
- 1915 – I wojna światowa: Niemcy po raz pierwszy na polu walki zastosowali miotacz ognia.
- 1916 – Eksplozja na wyspie Black Tom w Jersey City spowodowana sabotażem agentów niemieckich, w wyniku której zginęło 7 osób, a setki zostały rannych.
- 1917 – W trzęsieniu ziemi w chińskiej prowincji Junnan zginęło około 1800 osób.
- 1919 – Na Litwie ustanowiono Order Krzyża Pogoni.
- 1930:
  - Powstał Związek Narodowy Polaków w Estonii.
  - W finale rozgrywanych w Urugwaju I Mistrzostw Świata w Piłce Nożnej gospodarze pokonali na Estadio Centenario w Montevideo Argentynę 4:2.
- 1932:
  - Premiera amerykańskiego filmu animowanego Kwiaty i drzewa w reżyserii Burta Gilletta.
  - W Los Angeles rozpoczęły się X Letnie Igrzyska Olimpijskie.
- 1935 – Brytyjskie księgarnie rozpoczęły sprzedaż tanich książek w miękkich okładkach wydawnictwa Penguin Books.
- 1937 – Nikołaj Jeżow wydał Rozkaz nr 00447 (na podstawie decyzji Komitetu Centralnego WKP(b) z 2 lipca 1937, z podpisem Józefa Stalina), w którym zarządzał masową likwidację „elementów antyradzieckich”. Na jego mocy od sierpnia 1937 do września 1938 wydano zaocznie ponad 700 tys. wyroków śmierci.
- 1938 – Amerykański astronom Seth Barnes Nicholson odkrył Karme, jeden z księżyców Jowisza.
- 1939:
  - Niezdolny do samodzielnego zejścia z powodu choroby wysokościowej amerykański wspinacz Dudley Wolfe i trzech Szerpów, którzy przybyli mu na ratunek zginęli na górze K2 w paśmie Karakorum.
  - W Belgii zakończono budowę Kanału Alberta, który łączy rzeki Mozę i Skaldę oraz Antwerpię z Liège.
- 1940:
  - Front zachodni: pierwszy nalot bombowy na Darmstadt.
  - Litewskie Siły Zbrojne zostały wcielone do Armii Czerwonej.
- 1941 – W Londynie podpisano polsko-radziecki układ Sikorski-Majski, przewidujący m.in. wznowienie stosunków dyplomatycznych, amnestię dla polskich więźniów i utworzenie armii polskiej w ZSRR.
- 1942 – Bitwa o Atlantyk: w Zatoce Meksykańskiej amerykański okręt patrolowy PC-566 zatopił niemiecki okręt podwodny U-166 w wyniku czego zginęła cała, 52-osobowa załoga.
- 1943:
  - Bitwa o Atlantyk: niemiecki okręt podwodny U-43 został zatopiony przez amerykańską torpedę na południowy zachód od Azorów, w wyniku czego zginęła cała, 55-osobowa załoga.
  - Dokonano oblotu niemieckiego samolotu bombowo-rozpoznawczego o napędzie odrzutowym Arado Ar 234.
  - Na dziedzińcu więzienia Prisons de la Roquette w Paryżu została zgilotynowana 39-letnia Marie-Louise Giraud, skazana na karę śmierci za dokonanie 27 aborcji.
- 1945 – Wojna na Pacyfiku: japoński okręt podwodny zatopił krążownik USS „Indianapolis”, w wyniku czego zginęło 880 członków załogi, wielu w wyniku ataków rekinów.
- 1946 – W Moskwie rozwiązano Związek Patriotów Polskich.
- 1951 – W Izraelu odbyły się wybory do Knesetu.
- 1953 – Wielka Brytania i Libia podpisały w Londynie traktat sojuszniczy.
- 1956 – Hasło In God we trust (W Bogu pokładamy ufność) uznano za oficjalną dewizę Stanów Zjednoczonych.
- 1962 – Oficjalnie otwarto Autostradę Transkanadyjską.
- 1966 – W finale rozgrywanych w Anglii VIII Mistrzostw Świata w Piłce Nożnej reprezentacja gospodarzy pokonała na Wembley w Londynie po dogrywce RFN 4:2.
- 1968 – Wystartował prywatny kanał telewizyjny Thames Television, obejmujący swym zasięgiem Londyn i sąsiednie hrabstwa.
- 1969 – Podczas oficjalnej wizyty w Tajlandii prezydent USA Richard Nixon przyleciał na kilka godzin do ogarniętego wojną Wietnamu Południowego.
- 1970 – W trzęsieniu ziemi o sile 6.7 stopnia w skali Richtera w prowincji Chorasan w północno-wschodnim Iranie zginęło 175 osób. a 450 zostało rannych.
- 1971:
  - Nad japońskim miastem Morioka doszło do zderzenia należącego do All Nippon Airways Boeinga 727 z myśliwcem F-86 Sabre, w wyniku czego zginęły 163 osoby.
  - W Watykanie papież Paweł VI dokonał otwarcia nowoczesnej Auli Pawła VI.
- 1974 – W Genewie podpisano porozumienie o zawieszeniu broni w konflikcie na Cyprze.
- 1975 – Na przedmieściach Detroit zaginął bez śladu lider związkowy Jimmy Hoffa.
- 1976 – Polscy siatkarze pokonali w meczu finałowym turnieju olimpijskiego w Montrealu ZSRR 3:2 (31 lipca według czasu polskiego).
- 1977 – Prezes zarządu Dresdner Banku Jürgen Ponto zastrzelony we Frankfurcie nad Menem przez lewicowych terrorystów z Frakcji Czerwonej Armii (RAF).
- 1978 – Na japońskiej Okinawie zniesiono ruch prawostronny, wprowadzony 1 kwietnia 1945 roku przez amerykańskie władze okupacyjne.
- 1980:
  - Izraelski Kneset uchwalił ustawę Podstawowe Prawo Jerozolimy, która stwierdza, że zjednoczona Jerozolima jest stolicą Izraela.
  - Kondominium francusko-brytyjskie Nowe Hebrydy uzyskało niepodległość pod nazwą Vanuatu.
  - Podczas XXII Letnich Igrzysk Olimpijskich w Moskwie Władysław Kozakiewicz zwyciężył w konkursie finałowym skoku o tyczce, ustanawiając wynikiem 5,78 m rekord świata.
- 1981 – W Izraelu odbyły się wybory do Knesetu.
- 1983 – W wyniku pogromu Tamilów w Kolombo na Sri Lance w dniach 24–30 lipca zginęło 400–3000 osób, a ponad 25 tys. zostało rannych.
- 1991 – Rosja uznała niepodległość Litwy.
- 1997 – Dwóch zamachowców-samobójców z Hamasu zdetonowało bomby na bazarze w Jerozolimie. Zginęło 16 osób, a ponad 150 zostało rannych.
- 1998 – Keizō Obuchi został premierem Japonii.
- 1999 – Muhammad VI został koronowany na króla Maroka.
- 2002:
  - Demokratyczna Republika Konga i Rwanda zawarły układ pokojowy w Pretorii.
  - Piotr od św. Józefa de Betancur został kanonizowany przez papieża Jana Pawła II.
  - W Wietnamie utworzono Park Narodowy Chư Mom Ray.
- 2003 – W Meksyku wyprodukowano ostatni egzemplarz starego modelu VW Garbusa.
- 2004 – W wyniku eksplozji gazociągu w belgijskiej wiosce Ghislenghien zginęły 24 osoby, a 132 zostały ranne.
- 2005:
  - Na mocy porozumienia z 30 maja 2005 roku rozpoczęło się wycofywanie wojsk rosyjskich z baz wojskowych położonych na terenie Gruzji.
  - Otwarto Stade de Suisse Wankdorf w szwajcarskim Bernie.
  - W katastrofie helikoptera zginął przywódca rebeliantów z południa i wiceprezydent Sudanu John Garang.
- 2006:
  - II wojna libańska: 54 osoby (w tym 16 dzieci) zginęły w libańskiej Kanie w wyniku uderzenia izraelskiej rakiety w trzypiętrowy budynek mieszkalny.
  - Odbyły się pierwsze wolne wybory prezydenckie i parlamentarne w Demokratycznej Republice Konga.
- 2008 – Serbski zbrodniarz wojenny Radovan Karadžić został przekazany Międzynarodowemu Trybunałowi Karnemu dla byłej Jugosławii w Hadze.
- 2009 – Dwóch oficerów hiszpańskiej służby cywilnej zginęło w wyniku wybuchu samochodu-pułapki w Palmanova na Majorce.
- 2010:
  - Otwarto Estadio Omnilife w meksykańskim Zapopan (aglomeracja Guadalajary).
  - Wojna w Afganistanie: wojska brytyjskie i siły rządowe rozpoczęły operację przeciwko talibom w prowincji Helmand.
- 2013:
  - Mamnun Husajn został wybrany przez kolegium elektorskie na urząd prezydenta Pakistanu.
  - Tshering Tobgay został premierem Bhutanu.
  - W Maniitsoq zanotowano najwyższą w historii Grenlandii temperaturę (+25,9 °C).
- 2014 – Uruchomiono metro w hiszpańskiej Maladze.
- 2015 – Valeriu Streleț został premierem Mołdawii.
- 2016 – 16 osób zginęło w katastrofie balonu na ogrzane powietrze koło Lockhart w Teksasie.
- 2018 – W Zimbabwe odbyły się wybory parlamentarne oraz pierwsze od obalenia w listopadzie poprzedniego roku Roberta Mugabe wybory prezydenckie, w których w pierwszej turze zwyciężył sprawujący urząd Emmerson Mnangagwa.
- 2025 – na Kamczatce doszło do silnego trzęsienia ziemi o magnitudzie 8,8.

## Eksploracja kosmosu
- 1971 – Program Apollo: lądownik statku Apollo 15 z amerykańskimi astronautami Jamesem Irwinem i Davidem Scottem wylądował na Księżycu.
- 2020 – Rozpoczęła się misja Mars 2020.

## Urodzili się
- 1224 – Andrzej z Gutenštejna, czeski duchowny katolicki, biskup praski (ur. ?)
- 1470 – Hongzhi, cesarz Chin (zm. 1505)
- 1511 – Giorgio Vasari, włoski malarz, architekt, pisarz, historyk (zm. 1574)
- 1537 – Krzysztof Meklemburski, książę, administrator biskupstwa w Ratzeburgu, koadiutor arcybiskupstwa ryskiego (zm. 1592)
- 1549 – Ferdynand I Medyceusz, wielki książę Toskanii (zm. 1609)
- 1558 – Mikołaj Oleśnicki, polski szlachcic, polityk, marszałek Trybunału Głównego Koronnego (zm. 1629)
- 1569 – Karol I, książę Liechtensteinu (zm. 1627)
- 1593 – Wilhelm, margrabia Baden-Baden (zm. 1677)
- 1603 – Jonas Scultetus, śląski kartograf (zm. 1664)
- 1610 – Lorens von der Linde, szwedzki feldmarszałek (zm. 1670)
- 1641 – Regnier de Graaf, holenderski lekarz, anatom, fizjolog (zm. 1673)
- 1676 – Boris Kurakin, rosyjski dyplomata (zm. 1727)
- 1736 – Carlo Bellisomi, włoski kardynał, nuncjusz apostolski (zm. 1808)
- 1741 – Carlo Antonio Lodovico Bellardi, włoski lekarz, botanik, mykolog, wykładowca akademicki (zm. 1826)
- 1746 – Paul François Quélen de Stuer de Causade, francuski arystokrata, polityk, dyplomata (zm. 1828)
- 1751 – Maria Anna Mozart, austriacka klawesynistka, siostra Wolfganga Amadeusa (zm. 1829)
- 1761 – Henry FitzGerald, brytyjski arystokrata, polityk pochodzenia irlandzkiego (zm. 1829)
- 1763 – Samuel Rogers, brytyjski poeta (zm. 1855)
- 1777 – Karl von Grolman, pruski generał (zm. 1843)
- 1779 – Joseph Bara, francuski rewolucjonista (zm. 1793)
- 1784 – Leopold Schefer, niemiecki prozaik, poeta, kompozytor (zm. 1862)
- 1809 – Jan Krystian Ulrich, polski ogrodnik pochodzenia niemieckiego (zm. 1881)
- 1818:
  - Emily Brontë, brytyjska pisarka, poetka (zm. 1848)
  - Jan Heemskerk, holenderski polityk, premier Holandii (zm. 1897)
- 1823 – Charles Lory, francuski geolog (zm. 1889)
- 1825 – George Ward Hunt, brytyjski polityk (zm. 1877)
- 1828 – William Edwin Brooks, irlandzki ornitolog, inżynier (zm. 1899)
- 1832 – Antonín Frič, czeski przyrodnik, geolog, paleontolog, muzealnik (zm. 1913)
- 1834 – Paweł Roman Sanguszko, polski ziemianin, polityk (zm. 1876)
- 1835 – August Freund, polski chemik, wykładowca akademicki (zm. 1892)
- 1838 – Filip, książę wirtemberski, dowódca wojskowy (zm. 1917)
- 1839 – Moritz von Brunner, austro-węgierski generał (zm. 1904)
- 1842 – Wu Tingfang, chiński polityk, dyplomata (zm. 1922)
- 1843 – Ernst Heinrich Peterson, niemiecki przemysłowiec (zm. 1905)
- 1847 – Aleksander Fabian, polski lekarz (zm. 1911)
- 1850 – (lub 1851) Isidor Zabludowski, rosyjsko-niemiecki lekarz, pisarz pochodzenia żydowskiego (zm. 1906)
- 1852 – Nicolaas Mansvelt, holenderski pedagog (zm. 1933)
- 1853:
  - Frederick Deeming, australijski seryjny morderca pochodzenia brytyjskiego (zm. 1892)
  - Julian Fałat, polski malarz, akwarelista, wykładowca akademicki (zm. 1929)
- 1855 – Georg Wilhelm von Siemens, niemiecki przemysłowiec (zm. 1919)
- 1857:
  - Lucy Bacon, amerykańska malarka (zm. 1932)
  - Leon Mangin, francuski jezuita, misjonarz, męczennik, święty (zm. 1900)
  - Thorstein Veblen, amerykański ekonomista, socjolog pochodzenia norweskiego (zm. 1929)
- 1862 – Nikołaj Judenicz, rosyjski generał, dowódca białej armii (zm. 1933)
- 1863 – Henry Ford, amerykański przemysłowiec (zm. 1947)
- 1868 – Alfred Weber, niemiecki socjolog, teoretyk kultury (zm. 1958)
- 1869 – Krzysztof Magallanes Jara, meksykański duchowny katolicki, męczennik, święty (zm. 1927)
- 1871 – Maurycy Zamoyski, polski polityk, dyplomata, minister spraw zagranicznych (zm. 1939)
- 1872 – Klementyna Koburg-Bonaparte, królewna belgijska (zm. 1955)
- 1873 – Stanisław August Thugutt, polski polityk, wicepremier, działacz ruchu ludowego, publicysta (zm. 1941)
- 1874 – Billy Meredith, walijski piłkarz (zm. 1958)
- 1875 – Anicet Kopliński, polski kapucyn, męczennik, błogosławiony (zm. 1941)
- 1876:
  - Sverre Hassel, norweski celnik, polarnik (zm. 1928)
  - Pachomiusz (Kiedrow), rosyjski biskup prawosławny (zm. 1937)
- 1880:
  - Wiktor Potrzebski, polski duchowny katolicki, kapelan AK (zm. 1944)
  - Bernhard Weiß, niemiecki prawnik, wiceprezydent berlińskiej policji pochodzenia żydowskiego (zm. 1951)
- 1881 – Smedley Butler, amerykański generał (zm. 1940)
- 1882:
  - Hugo Kinne, albański prawnik, polityk, nadburmistrz Frankfurtu nad Odrą (zm. 1948)
  - Malcolm McArthur, australijski rugbysta (zm. 1961)
  - Julian Onderdonk, amerykański malarz pochodzenia holenderskiego (zm. 1922)
- 1884:
  - Zofia Nalepińska-Bojczuk, polska malarka, ilustratorka (zm. 1937)
  - Sandy Turnbull, szkocki piłkarz (zm. 1917)
- 1885 – František Chvalkovský, czechosłowacki dyplomata, polityk (zm. 1945)
- 1887:
  - Stanisław Brych, polski major piechoty (zm. 1933)
  - Felix Andries Vening Meinesz, holenderski fizyk, geofizyk, geodeta (zm. 1966)
- 1888 – Werner Jaeger, niemiecki filolog klasyczny (zm. 1961)
- 1889 – Frans Masereel, belgijski malarz, grafik (zm. 1972)
- 1890:
  - Stanisław Chlebowski, polski malarz, rysownik (zm. 1969)
  - Czesław Słoński, polski poeta, publicysta, nauczyciel, działacz społeczny (zm. 1949)
  - Maria Klemensa Staszewska, polska urszulanka, męczennica, błogosławiona (zm. 1943)
  - Casey Stengel, amerykański baseballista (zm. 1975)
- 1891:
  - Roderic Dallas, australijski pilot wojskowy, as myśliwski (zm. 1918)
  - Stanisław Noyszewski-Piołun, polski pisarz, krytyk literacki i teatralny (zm. 1941)
  - Leon Pomirowski, polski krytyk literacki (zm. 1943)
- 1892 – František Kopřiva, czeski zapaśnik (zm. ?)
- 1893:
  - Wincenty Gorzycki, polski historyk (zm. 1923)
  - Hyazinth Graf Strachwitz, niemiecki generał (zm. 1968)
- 1894 – Kurt Schönfelder, niemiecki pilot wojskowy, as myśliwski (zm. 1918)
- 1895 – Wanda Hawley, amerykańska aktorka (zm. 1963)
- 1896 – Zygmunt Muchniewski, polski polityk, premier rządu RP na uchodźstwie (zm. 1979)
- 1898:
  - Henryk Leliwa-Roycewicz, polski major kawalerii, jeździec sportowy (zm. 1990)
  - Charles B. McVay III, amerykański kontradmirał (zm. 1968)
  - Henry Moore, brytyjski rzeźbiarz (zm. 1986)
- 1899 – Emil Bartoschek, niemiecki malarz (zm. 1969)
- 1900:
  - Iwan Fiediuninski, radziecki generał armii (zm. 1977)
  - Bazyli (Kriwoszein), rosyjski biskup prawosławny (zm. 1985)
  - Joosep Saat, estoński polityk komunistyczny (zm. 1977)
  - Władimir Stawski, rosyjski pisarz, korespondent wojenny (zm. 1943)
- 1901:
  - Arnaldo Carli, włoski kolarz szosowy i torowy (zm. 1972)
  - John A. Carroll, amerykański polityk, senator (zm. 1983)
  - Maurice Norland, francuski lekkoatleta, długodystansowiec (zm. 1967)
- 1902 – Carl Huisken, holenderski żeglarz sportowy (zm. 1987)
- 1903:
  - Henri Caffarel, francuski duchowny katolicki, Sługa Boży (zm. 1996)
  - Aymo Maggi, włoski kierowca wyścigowy (zm. 1961)
  - Wincenty Styś, polski prawnik, ekonomista (zm. 1960)
- 1905 – Pedro Quartucci, argentyński bokser, aktor (zm. 1983)
- 1906:
  - Georges Louis Nicolas Blaison, francuski wojskowy, komandor podporucznik, ostatni dowódca „Surcoufa” (zm. 1942)
  - Kazimierz Boratyński, polski chemik rolny (zm. 1991)
  - Richard Krebs, niemiecki lekkoatleta, sprinter (zm. 1996)
  - Ignacy Nowak, polski działacz podziemia antyhitlerowskiego (zm. 1942)
  - Alex Thépot, francuski piłkarz, bramkarz, trener (zm. 1989)
- 1907:
  - Dmytro Jaciw, ukraiński działacz niepodległościowy, prawnik, polityk (zm. 1942)
  - Adam Sztark, polski jezuita, Sprawiedliwy wśród Narodów Świata (zm. 1942)
- 1908:
  - Maria Kaczurbina, polska kompozytorka, pedagog (zm. 1956)
  - Arthur Sasse, amerykański fotoreporter (zm. 1973)
- 1909:
  - Cyril Northcote Parkinson, brytyjski pisarz, historyk, ekonomista, publicysta (zm. 1993)
  - Malwina Szczepkowska, polska pisarka, teatrolog, reżyserka teatralna i radiowa (zm. 1977)
- 1910:
  - Bruno di Montegnacco, włoski pilot sportowy i wojskowy, as myśliwski (zm. 1938)
  - Giuseppe Moruzzi, włoski fizjolog (zm. 1986)
- 1911 – Ilia Epsztejn, polski ekonomista pochodzenia żydowskiego (zm. 1994)
- 1912:
  - Alf Tveten, norweski żeglarz sportowy (zm. 1997)
  - Alfred Zawadzki, polski porucznik, żołnierz AK, cichociemny (zm. 1942)
  - Viliam Žingor, słowacki dowódca partyzancki, uczestnik podziemia antykomunistycznego (zm. 1950)
- 1913 – Romuald Jackowski, polski kapitan rezerwy, malarz (zm. 1978)
- 1914 – Michael Killanin, irlandzki dziennikarz, działacz sportowy, prezydent MKOl (zm. 1999)
- 1915:
  - William Aalto, amerykański wojskowy, działacz komunistyczny, poeta (zm. 1958)
  - Aldo Bini, włoski kolarz szosowy i torowy (zm. 1993)
- 1918:
  - Henri Chammartin, szwajcarski jeździec sportowy (zm. 2011)
  - Adam Czarnowski, polski dziennikarz, działacz turystyczny, krajoznawca, fotografik, kolekcjoner (zm. 2010)
  - Göthe Hedlund, szwedzki łyżwiarz szybki (zm. 2003)
  - Eulalia Wicherska, polska aktorka, śpiewaczka (zm. 1989)
- 1919 – Aleksandyr Wutimski, bułgarski poeta (zm. 1943)
- 1920:
  - Władysław Pogoda, polski śpiewak i skrzypek ludowy (zm. 2018)
  - Walter Schuck, niemiecki pilot wojskowy, as myśliwski (zm. 2015)
  - Richard Stoop, brytyjski kierowca wyścigowy (zm. 1968)
  - Włodzimierz Tomaszczuk, polski flecista (zm. 1974)
- 1922:
  - Mario Boyé, argentyński piłkarz (zm. 1992)
  - Jadwiga Holnicka-Szulc, polska łączniczka, sanitariuszka, żołnierz AK (zm. 1944)
  - Eliasz Kuziemski, polski aktor (zm. 2000)
  - Zbigniew Wiszniewski, polski kompozytor, pedagog (zm. 1999)
- 1923:
  - Teresa Bojarska, polska pisarka, poetka, pedagog, łączniczka AK, uczestniczka powstania warszawskiego (zm. 2013)
  - Aidit Dipa Nusantara, indonezyjski polityk komunistyczny (zm. 1965)
  - Hrant Szahinian, ormiański gimnastyk (zm. 1998)
  - Marian Wyka, polski polityk ludowy, poseł na Sejm PRL (zm. 2001)
- 1924:
  - William H. Gass, amerykański prozaik, eseista, krytyk literacki (zm. 2017)
  - Attilio Giovannini, włoski piłkarz (zm. 2005)
  - Jerzy Sydor, polski historyk, wykładowca akademicki (zm. 2013)
  - Stefania Szantyr-Powolna, polska lekarka, więźniarka łagrów, podpułkownik
- 1925:
  - Ewelina Nowak, polska sanitariuszka, szeregowiec (zm. 1945)
  - Finn Pedersen, duński wioślarz (zm. 2012)
  - Jacques Sernas, francuski aktor pochodzenia litewskiego (zm. 2015)
  - Tadeusz Wysocki, polski chemik, polityk, poseł na Sejm PRL (zm. 1982)
  - Jean Zévaco, francuski duchowny katolicki posługujący na Madagaskarze, biskup Tôlagnaro (zm. 2017)
- 1926 – Carmen Moreno, polska piosenkarka jazzowa
- 1927:
  - Pete Schoening, amerykański wspinacz (zm. 2004)
  - Stan Stennett, brytyjski aktor, muzyk jazzowy (zm. 2013)
  - Victor Wong, amerykański aktor pochodzenia chińskiego (zm. 2001)
- 1928:
  - Giano Accame, włoski dziennikarz, pisarz, historyk (zm. 2009)
  - Julitta Mikulska-Bernaś, polska pisarka (zm. 1988)
  - Walentin Muratow, rosyjski gimnastyk (zm. 2006)
  - Joe Nuxhall, amerykański baseballista, spawozdawca sportowy (zm. 2007)
  - Wojciech Siemion, polski aktor (zm. 2010)
- 1929:
  - Héctor Costa, urugwajski koszykarz (zm. 2010)
  - Bill Davis, kanadyjski polityk, premier Ontario (zm. 2021)
  - Tadeusz V. Gromada, polsko-amerykański historyk, działacz polonijny (zm. 2025)
  - Bernard Sesboüé, francuski duchowny katolicki, jezuita, teolog, uczestnik ruchu ekumenicznego (zm. 2021)
  - Marian Stępień, polski eseista, krytyk i historyk literatury (zm. 2023)
  - Werner Tübke, niemiecki malarz, grafik (zm. 2004)
  - Darrell Winfield, amerykański model, kowboj (zm. 2015)
- 1930:
  - Russ Adams, amerykański fotograf sportowy (zm. 2017)
  - Zygmunt Czarnecki, polski ornitolog (zm. 1982)
  - Antonio Gava, włoski prawnik, polityk (zm. 2008)
  - Jacques Grimonpon, francuski piłkarz (zm. 2013)
- 1931:
  - Roman Andrzejewski, polski ekonomista, polityk, poseł na Sejm RP (zm. 2012)
  - Ursula Donath, niemiecka lekkoatletka, biegaczka średniodystansowa
  - Dominique Lapierre, francuski pisarz, działacz społeczny (zm. 2022)
  - Bruno Mattei, włoski reżyser, montażysta i scenarzysta filmowy (zm. 2007)
- 1932:
  - Zbigniew Czajkowski, polski malarz (zm. 2010)
  - Anna Kędzierska, polska polityk, minister handlu wewnętrznego i usług (zm. 2020)
  - Kujtim Spahivogli, albański aktor, reżyser teatralny (zm. 1987)
  - John Tresidder, australijski kolarz torowy i szosowy
  - Alena Vránová, czeska aktorka
- 1933:
  - Edd Byrnes, amerykański aktor (zm. 2020)
  - Gerda Kraan, holenderska lekkoatletka, biegaczka średniodystansowa
  - Halina Taborska, polska filolog, filozof, historyk sztuki, wykładowczyni akademicka (zm. 2021)
- 1934:
  - Claude Brodin, francuski szpadzista (zm. 2014)
  - Engelbert Kraus, niemiecki piłkarz (zm. 2016)
  - Abdoulaye Seye, senegalski lekkoatleta, sprinter, działacz sportowy (zm. 2011)
- 1935:
  - Maulaj Abd Allah, marokański książę (zm. 1983)
  - Győző Forintos, węgierski szachista (zm. 2018)
- 1936:
  - Lázaro Betancourt, kubański lekkoatleta, płotkarz (zm. 2025)
  - Kazimierz Drożdż, polski działacz sportowy, polityk, senator RP
  - Buddy Guy, amerykański gitarzysta i wokalista bluesowy
  - Pilar, hiszpańska arystokratka, księżna Badajoz (zm. 2020)
- 1937:
  - Kitty Courbois, holenderska aktorka (zm. 2017)
  - Gidon Ezra, izraelski polityk (zm. 2012)
  - Jozef Mlacek, słowacki językoznawca
  - Adam Wędrychowicz, polski lekarz, polityk, poseł na Sejm RP
- 1938:
  - Wiaczesław Iwanow, rosyjski wioślarz (zm. 2024)
  - Juan Francisco Sarasti Jaramillo, kolumbijski duchowny katolicki, arcybiskup Cali (zm. 2021)
  - Feliks Rajczak, polski satyryk, poeta, działacz kulturalny (zm. 1987)
- 1939:
  - Ole Andreasen, duński dziennikarz, menedżer
  - Peter Bogdanovich, amerykański aktor, reżyser, producent i scenarzysta filmowy (zm. 2022)
  - Patrick Boyle, brytyjski arystokrata, filmowiec, polityk
  - Tamara Daniłowa, rosyjska lekkoatletka, dyskobolka
  - Eleanor Smeal, amerykańska feministka
  - Zeng Qinghong, chiński polityk
  - Elżbieta Ziółkowska, polska piosenkarka (zm. 2019)
- 1940:
  - Jan Malinowski, polski działacz ludowy, polityk, poseł na Sejm PRL
  - Vincent Shomo, amerykański bokser (zm. 2020)
  - Clive Sinclair, brytyjski przedsiębiorca, informatyk, konstruktor, wynalazca (zm. 2021)
- 1941:
  - Paul Anka, kanadyjski piosenkarz, autor piosenek pochodzenia libańskiego
  - Jean-Louis Comolli, francuski reżyser, scenarzysta i krytyk filmowy (zm. 2022)
  - Rosa María Sardà, hiszpańska aktorka (zm. 2020)
  - Kostiantyn Tyszczenko, ukraiński językoznawca, poliglota, pedagog (zm. 2023)
- 1942:
  - Jiří Karas, czeski polityk
  - Emilia Wcisło, polska polityk, poseł na Sejm PRL
- 1943:
  - Giovanni Goria, włoski polityk, premier Włoch (zm. 1994)
  - Magne Myrmo, norweski biegacz narciarski
  - Stanisław Pietrzak, polski polityk, samorządowiec, wiceprezydent Warszawy (zm. 2015)
  - Giuseppe Versaldi, włoski duchowny katolicki, wikariusz generalny archidiecezji Vercelli, kardynał
- 1944:
  - Adriano Galliani, włoski przedsiębiorca, działacz piłkarski, polityk
  - Renata Piernitzka, polska koszykarka
  - Edward Romanowski, polski lekkoatleta, sprinter (zm. 2007)
  - Nadżib Szebbi, tunezyjski polityk
  - Frances de la Tour, brytyjska aktorka
- 1945:
  - Daniel Lugo, portorykański aktor
  - Patrick Modiano, francuski pisarz, laureat Nagrody Nobla
  - David Sanborn, amerykański saksofonista jazzowy (zm. 2024)
- 1946:
  - Jeffrey Hammond, brytyjski basista
  - Ferdinand Keller, niemiecki piłkarz (zm. 2023)
  - Rainer Müller, niemiecki kolarz torowy
- 1947:
  - William Atherton, amerykański aktor
  - Françoise Barré-Sinoussi, francuska lekarka, wirusolog, laureatka Nagrody Nobla
  - Arnold Schwarzenegger, amerykański kulturysta, aktor, polityk pochodzenia austriackiego
- 1948:
  - Jurij Fiłatow, radziecki kajakarz
  - Giorgio Morbiato, włoski kolarz szosowy i torowy
  - Jean Reno, francuski aktor
  - Zachar Szybieka, białoruski historyk, wykładowca akademicki
- 1949:
  - Quico Canseco, amerykański polityk pochodzenia włosko-żydowskiego
  - Alfredo Caronia, włoski astronom amator
  - Jan Truszczyński, polski polityk, dyplomata
  - Torrance Watkins, amerykańska jeźdźczyni sportowa
- 1950:
  - Harriet Harman, brytyjska prawnik, polityk
  - Vincenz Liechtenstein, austriacki polityk (zm. 2008)
  - Jan Machoń, polski koszykarz (zm. 2020)
  - Jerzy Matuszewski, polski samorządowiec, wójt gminy Mycielin
  - Barbara Ostapowicz, polska scenografka filmowa, dekoratorka wnętrz
  - Gabriele Salvatores, włoski reżyser i scenarzysta filmowy
  - Frank Stallone, amerykański aktor, piosenkarz, kompozytor, autor tekstów, gitarzysta
  - Piotr Strzałkowski, polski fizyk, informatyk
- 1951:
  - Henryk Cioch, polski prawnik, adwokat, sędzia Trybunału Konstytucyjnego, polityk, senator RP (zm. 2017)
  - Kazimierz Kowalski, polski śpiewak operowy (bas) (zm. 2021)
  - Jacek Paśniczek, polski filozof, logik, wykładowca akademicki
- 1952:
  - Renata Al-Ghoul, niemiecka prawniczka, malarka pochodzenia polskiego
  - Krzysztof Jagiełło, polski polityk, samorządowiec, prezydent Łodzi
  - Zenon Urbaniec, polski żużlowiec (zm. 1992)
- 1953:
  - Aleksandr Bałandin, rosyjski inżynier, kosmonauta
  - Władimir Pawlenko, rosyjski szablista (zm. 2023)
  - Ehud Racabi, izraelski polityk
- 1954:
  - Gregory Carl Johnson, amerykański pilot wojskowy, astronauta
  - Grażyna Kluge, polska nauczycielka, urzędniczka samorządowa i państwowa
  - Marinesa Letizia, amerykańska brydżystka
  - Ken Olin, amerykański aktor, reżyser i producent telewizyjny pochodzenia żydowskiego
  - Sebastian Thekethecheril, indyjski duchowny katolicki, biskup Vijayapuram
- 1955:
  - Bernadetta Blechacz, polska lekkoatletka, oszczepniczka
  - Mieczysław Litwiński, polski kompozytor, muzyk, wokalista, pedagog, esperantysta
  - Peter Scheeren, holenderski szachista, trener
  - Jarosław Tioskow, polski gitarzysta, wokalista, harmonijkarz, członek zespołu Kasa Chorych
- 1956:
  - Delta Burke, amerykańska aktorka
  - Georg Gänswein, niemiecki duchowny katolicki, biskup, teolog
  - Daniela Kapitáňová, słowacka pisarka
  - Radosław Zdrawkow, bułgarski piłkarz, trener
- 1957:
  - Bill Cartwright, amerykański koszykarz, trener
  - Clint Hurdle, amerykański baseballista, menedżer
  - Andreas Krause, niemiecki piłkarz
  - Bert Oosterbosch, holenderski kolarz torowy i szosowy (zm. 1989)
  - Nery Pumpido, argentyński piłkarz, bramkarz, trener
  - Philip Quast, australijski aktor musicalowy
- 1958:
  - Kate Bush, brytyjska piosenkarka
  - Siergiej Kucow, rosyjski generał porucznik
  - Daley Thompson, brytyjski lekkoatleta, wieloboista
- 1959:
  - Abdullah, sułtan stanu Pahang, król Malezji
  - Petra Felke, niemiecka lekkoatletka, oszczepniczka
- 1960:
  - Marek Dopierała, polski kajakarz, kanadyjkarz
  - Richard Linklater, amerykański aktor, reżyser, scenarzysta i producent filmowy
  - Brillante Mendoza, filipiński reżyser, scenarzysta, producent, operator i scenograf filmowy
  - Jindřich Panský, czeski tenisista stołowy
  - Phan Thanh Hùng, wietnamski piłkarz, trener
  - Pete Tong, brytyjski didżej, producent muzyczny
  - Janko Veber, słoweński samorządowiec, polityk
- 1961:
  - Dariusz Dudek, polski prawnik, konstytucjonalista, wykładowca akademicki
  - Laurence Fishburne, amerykański aktor, reżyser i producent filmowy
  - Cajetan Francis Osta, indyjski duchowny katolicki, biskup Muzaffarpur
- 1962:
  - Loren Avedon, amerykański aktor, scenarzysta, producent i kaskader filmowy
  - Aleksander Cybulski, polski piłkarz, trener
  - Władimir Dieżurow, rosyjski pilot wojskowy, as myśliwski
  - Leif Engqvist, szwedzki piłkarz
  - Andy Green, brytyjski pilot wojskowy, kierowca wyścigowy
  - Siergiej Karamczakow, rosyjski zapaśnik (zm. 1993)
  - Yakub Memon, indyjski terrorysta (zm. 2015)
  - Tali Ploskow, izraelska polityk
- 1963:
  - Monique Gabrielle, amerykańska aktorka, producentka filmowa, modelka
  - Lisa Kudrow, amerykańska aktorka
  - Jarosław Marcinkowski, polski koszykarz
  - Antoni Martí, andorski architekt, samorządowiec, polityk, burmistrz Escaldes-Engordany, premier Andory (zm. 2023)
  - Lucyna Mruk, polska koszykarka
  - Chris Mullin, amerykański koszykarz
  - Ewaldus Martinus Sedu, indonezyjski duchowny katolicki, biskup Maumere
  - Neil Webb, angielski piłkarz
- 1964:
  - Vivica A. Fox, amerykańska aktorka
  - Alan Hunter, australijski piłkarz, trener
  - Jürgen Klinsmann, niemiecki piłkarz, trener
  - Rune Kristiansen, norweski narciarz dowolny
  - Mirjana Medić, chorwacka szachistka, sędzia
  - Andrij Pawłyszyn, ukraiński dziennikarz, działacz społeczny, historyk, tłumacz
  - Laine Randjärv, estońska muzykolog, działaczka samorządowa, polityk
  - Dorien Rookmaker, holenderska menedżer, polityk
  - Veronika Wallinger, austriacka narciarka alpejska
- 1965:
  - Sybrand van Haersma Buma, holenderski prawnik, polityk
  - Wojciech Klich, polski piłkarz, trener
  - Piotr Konieczka, polski chemik, wykładowca akademicki
- 1966:
  - Murilo Bustamante, brazylijski zawodnik sportów walki, trener
  - Kerry Fox, nowozelandzka aktorka
  - Toney Freeman, amerykański kulturysta
- 1967:
  - Ann Brashares, amerykańska pisarka
  - Katrin Kallsberg, fińska lekarka, polityk
  - Piotr Kruszczyński, polski reżyser teatralny
  - James Murphy, amerykański gitarzysta, kompozytor, producent muzyczny, inżynier dźwięku, członek zespołów: Agent Steel, Death, Obituary, Cancer, Disincarnate, Testament i Konkhra
- 1968:
  - Cristiano Bodo, włoski duchowny katolicki, biskup Saluzzo
  - Terry Crews, amerykański futbolista, aktor
  - Sofie Gråbøl, duńska aktorka
  - Anna Korcz, polska aktorka
  - Robert Korzeniowski, polski lekkoatleta, chodziarz
- 1969:
  - Simon Baker, australijski aktor
  - Kristian Thulesen Dahl, duński polityk
  - Andrejs Koroļovs, łotewski żużlowiec
  - Maciej Kowalewski, polski aktor, reżyser teatralny i filmowy, prozaik, dramaturg
  - Maciej Nowak, polski siatkarz, trener, samorządowiec
  - Gordan Petrić, serbski piłkarz, trener
- 1970:
  - Patrice Carteron, francuski piłkarz
  - Eugenio Corini, włoski piłkarz, trener
  - Dean Edwards, amerykański futbolista, aktor
  - Artur Frołow, ukraiński szachista
  - Neil Heaney, angielski piłkarz
  - Anna Knoroz, rosyjska lekkoatletka, płotkarka
  - Agnieszka Kuciak, polska poetka, tłumaczka
  - Andy Morrison, szkocki piłkarz
  - Christopher Nolan, brytyjski reżyser, scenarzysta i producent filmowy
  - Rodney Odom, amerykański koszykarz (zm. 2008)
  - Eric Tinkler, południowoafrykański piłkarz
- 1971:
  - Victor Alfieri, włoski aktor, producent filmowy i telewizyjny, model, kaskader
  - Calogero, francuski muzyk, kompozytor, wokalista
  - Mathias Fischer, niemiecki koszykarz, trener
  - Tom Green, kanadyjski satyryk, aktor, prezenter telewizyjny
  - Sagi Kalev, izraelski kulturysta, model, dietetyk
  - Moses Masuwa, zambijski piłkarz (zm. 1993)
  - Rika Miyatani, japońska pianistka
  - Jerzy Pisulski, polski kulturysta
  - Christine Taylor, amerykańska aktorka
  - Grzegorz Widera, polski aktor
- 1972:
  - Zakir Dżaliłow, kirgiski piłkarz, bramkarz
  - Patrick Favre, włoski biathlonista
  - Michelle McLean, namibijska modelka, zdobywczyni tytułu Miss Universe
  - Ołeś Sanin, ukraiński reżyser, aktor, operator i producent filmowy, muzyk, rzeźbiarz
- 1973:
  - Marlenis Costa, kubańska siatkarka
  - Ümit Davala, turecki piłkarz, trener
  - Andrea Gaudenzi, włoski tenisista
  - Tasos Katsambis, grecki piłkarz
  - Wałerij Krywencow, ukraiński piłkarz, trener
  - Markus Näslund, szwedzki hokeista
  - Shinji Orito, japoński kompozytor
  - Catherine Stihler, brytyjska polityk
- 1974:
  - Jacek Dukaj, polski pisarz science fiction, publicysta
  - Tryggvi Guðmundsson, islandzki piłkarz
  - Radostin Kisziszew, bułgarski piłkarz
  - Kniaź Varggoth, ukraiński muzyk, kompozytor, wokalista, autor tekstów, członek zespołu Nokturnal Mortum
  - Bojan Kumer, słoweński inżynier, menedżer, polityk
  - Hugo Morales, argentyński piłkarz
  - Irene Ng, malezyjsko-amerykańska aktorka
  - Jason Robinson, angielski rugbysta
  - Hilary Swank, amerykańska aktorka
  - Patryk Wild, polski samorządowiec, wójt gminy Stoszowice, członek zarządu województwa dolnośląskiego
  - Radosław Wiśniewski, polski poeta, krytyk literacki
- 1975:
  - Daniel Berg Hestad, norweski piłkarz
  - Maja Lunde, norweska pisarka
  - Frank Schoeman, południowoafrykański piłkarz
  - Kate Starbird, amerykańska koszykarka
- 1976:
  - Julio César González, meksykański bokser (zm. 2012)
  - Daniił Markow, rosyjski hokeista
- 1977:
  - Alanna Kraus, kanadyjska łyżwiarka szybka
  - Misty May-Treanor, amerykańska siatkarka plażowa
  - Daniel Nermark, szwedzki żużlowiec
  - Jürgen Patocka, austriacki piłkarz
  - Jaime Pressly, amerykańska aktorka, modelka, piosenkarka
  - Ian Watkins, walijski wokalista, członek zespołu Lostprophets
  - Żurom, polski raper
- 1978:
  - Delphine Guehl, francuska piłkarka ręczna
  - Adrien Hardy, francuski wioślarz
  - Julcimar, brazylijski piłkarz
  - Nikema Williams, amerykańska polityk, kongreswoman
- 1979:
  - Carlos Arroyo, portorykański koszykarz
  - Lucas Babin, amerykański aktor, model
  - Hüseyin Koç, turecki siatkarz
  - Zdzisław Zaręba, polski hokeista, działacz sportowy
- 1980:
  - Sara Anzanello, włoska siatkarka (zm. 2018)
  - Hienadzij Blizniuk, białoruski piłkarz
  - Roberto Cammarelle, włoski bokser
  - Mike McEwen, kanadyjski curler
  - Velimir Zdravković, serbski piłkarz, bramkarz
- 1981:
  - Nicky Hayden, amerykański motocyklista wyścigowy (zm. 2017)
  - Daria Korczyńska, polska lekkoatletka, sprinterka
  - Maureen Nisima, francuska szpadzistka
  - Hope Solo, amerykańska piłkarka
- 1982:
  - Antolín Alcaraz, paragwajski piłkarz
  - Matt Gentry, kanadyjski zapaśnik
  - Ernardo Gómez, wenezuelski siatkarz
  - Lindsay Jennerich, kanadyjska wioślarka
  - Kim Min-jung, południowokoreańska aktorka
  - Adrian Pfahl, niemiecki piłkarz ręczny
  - Yvonne Strahovski, australijska aktorka pochodzenia polskiego
  - Wiktorija Wołczkowa, rosyjska łyżwiarka figurowa
- 1983:
  - Mariano Andújar, argentyński piłkarz, bramkarz
  - Vadim Cobîlaș, mołdawski rugbysta
  - Timur Dibirow, rosyjski piłkarz ręczny
  - Seán Dillon, irlandzki piłkarz
  - Richard Kruse, brytyjski florecista
  - Cristian Molinaro, włoski piłkarz
- 1984:
  - Anda Eibele, łotewska koszykarka
  - Robin van Aggele, holenderski pływak
  - Nathan Carter, kanadyjski aktor
  - Ashley Ellyllon, amerykańska kompozytorka, pianistka, keyboardzistka
  - Taihei Katō, japoński kombinator norweski
  - Jorgos Merkis, cypryjski piłkarz
  - Falko Ochsenknecht, niemiecki piosenkarz, aktor niezawodowy (zm. 2024)
  - Michaił Siamionau, rosyjski zapaśnik
- 1985:
  - Elena Gheorghe, rumuńska piosenkarka
  - Alex Goligoski, amerykański hokeista
  - Chris Guccione, australijski tenisista pochodzenia włoskiego
  - Shaun Heshka, kanadyjski hokeista
  - Daniel Fredheim Holm, norweski piłkarz
  - Benjamin Kleibrink, niemiecki florecista
  - Kong Ja-young, południowokoreańska judoczka
  - Luca Lanotte, włoski łyżwiarz figurowy
  - Arielle Martin, amerykańska kolarka BMX
  - João Urbano, portugalski kierowca wyścigowy
  - Tobias Weis, niemiecki piłkarz
- 1986:
  - Mariana Costa, brazylijska siatkarka
  - Li Qian, polska tenisistka stołowa pochodzenia chińskiego
  - Elif Jale Yeşilırmak, turecka zapaśniczka pochodzenia rosyjskiego
- 1987:
  - Juan Colucho, argentyński aktor, model
  - Cherubin (Đermanović), serbski biskup prawosławny
  - Agnieszka Fikiel, niemiecka koszykarka pochodzenia polskiego
  - Victoria Pena, amerykańska lekkoatletka, tyczkarka
  - Sebastian Perdek, polski aktor
  - Robert Sienicki, polski twórca komiksów
- 1988:
  - Julián Arredondo, kolumbijski kolarz szosowy
  - Eliza Gawryluk, polska lekkoatletka, biegaczka długodystansowa (zm. 2017)
  - Oupa Manyisa, południowoafrykański piłkarz
  - Katherine Reutter, amerykańska łyżwiarka szybka, specjalistka short tracku
  - Andreas Stjernen, norweski skoczek narciarski
  - Alexander Vlahos, brytyjski aktor pochodzenia greckiego
- 1989:
  - Jaime Alas, salwadorski piłkarz
  - Corinna Dentoni, włoska tenisistka
  - Aleix Espargaró, hiszpański motocyklista wyścigowy
  - Johannes Halbig, niemiecki wokalista, członek zespołu Killerpilze
  - Mario Martínez, honduraski piłkarz
  - Marek Materek, polski samorządowiec, prezydent Starachowic
  - Ladale Richie, jamajski piłkarz
  - Luke Sikma, amerykański koszykarz
  - Ksienija Sizowa, rosyjska siatkarka
- 1990:
  - Sergio Blázquez, hiszpański piłkarz
  - Alyson Dudek, amerykańska łyżwiarka szybka, specjalistka short tracku pochodzenia polskiego
  - Dom Dwyer, amerykański piłkarz pochodzenia angielskiego
  - Corry Evans, północnoirlandzki piłkarz
  - Yūya Horihata, japoński pływak
  - Martin Kaczmarski, polski przedsiębiorca, kierowca wyścigowy i rajdowy
  - Chris Maxwell, walijski piłkarz
  - Jana Pietrienko, kazachska siatkarka
  - Shekinna Stricklen, amerykańska koszykarka
  - Eliot Sumner, brytyjska multiinstrumentalistka, kompozytorka, wokalistka
  - Dinko Trebotić, chorwacki piłkarz
- 1991:
  - Aleksandra Brzezińska, polska lekkoatletka, biegaczka długodystansowa
  - Jesper B. Jensen, duński hokeista
  - Darja Kondakowa, rosyjska gimnastyczka artystyczna
  - Iryna Leszczanka, białoruska biathlonistka
  - Patryk Łaba, polski siatkarz
  - Patryk Pniewski, polski aktor
  - Maria Sajdak, polska wioślarka
  - Femke Stoltenborg, holenderska siatkarka
  - Diana Vickers, brytyjska piosenkarka, aktorka
- 1992:
  - Adam Barrett, brytyjski pływak
  - Fabiano Caruana, włosko-amerykański szachista
  - Anaso Jobodwana, południowoafrykański lekkoatleta, sprinter
  - Kevin Volland, niemiecki piłkarz
- 1993:
  - Naito Ehara, japoński pływak
  - André Gomes, portugalski piłkarz
  - Nina Herelová, słowacka siatkarka
  - Michaela Meijer, szwedzka lekkoatletka, tyczkarka
  - Ilse Paulis, holenderska wioślarka
- 1994 – Jordan Silva, meksykański piłkarz
- 1995:
  - Szymon Biniek, polski siatkarz
  - Jorge Cori Tello, peruwiański szachista
  - Hirving Lozano, meksykański piłkarz
  - Sarah Parsons, amerykańska siatkarka
- 1996:
  - Ariel Atkins, amerykańska koszykarka
  - Dylan Larkin, amerykański hokeista
  - Austin North, amerykański aktor
  - Nina Stojanović, serbska tenisistka
- 1997:
  - Finneas O’Connell, amerykański piosenkarz, gitarzysta, kompozytor, producent muzyczny, autor tekstów, aktor
  - Annamaria Prezelj, słoweńska koszykarka
- 1998:
  - Teruki Hara, japoński piłkarz
  - Rubin Hebaj, albański piłkarz
  - Eveline Saalberg, holenderska lekkoatletka, sprinterka
- 1999:
  - Joey King, amerykańska aktorka
  - Thomas Pidcock, brytyjski kolarz szosowy, górski i przełajowy
  - Mika Schwann, austriacki skoczek narciarski
- 2000 – Ahmed Mohamed El-Sayed El-Madboh, egipski zapaśnik
- 2001:
  - Destroy Lonely, amerykański raper, piosenkarz, autor tekstów
  - Mahmoud Saber, egipski piłkarz
  - Kevin Zenón, argentyński piłkarz
- 2002:
  - Ardon Jashari, szwajcarski piłkarz pochodzenia albańskiego
  - Taky Marie-Divine Kouamé, francuska kolarka torowa pochodzenia iworyjskiego
  - Sékou Mara, francuski piłkarz pochodzenia senegalskiego
  - Sofja Samodurowa, rosyjska łyżwiarka figurowa
  - Darja Waskina, rosyjska pływaczka
- 2003 – Jesús Alcántar, meksykański piłkarz
- 2006 – Anežka Indráčková, czeska skoczkini narciarska

## Zmarli
- 578 – Jakub Baradeusz, biskup Edessy, założyciel Kościoła katolickiego jakobitów (ur. ?)
- 579 – Benedykt I, papież (ur. ?)
- 734 – Tatwin, arcybiskup Canterbury (ur. ?)
- 1085 – Swanhilda, niemiecka opatka (ur. ?)
- 1093 – Berta Holenderska, królowa Francji (ur. ok. 1055)
- 1206 – Guy Paré, francuski duchowny katolicki, arcybiskup Reims, kardynał (ur. ?)
- 1224 – Andrzej z Gutenštejna, czeski duchowny katolicki, biskup praski (ur. ?)
- 1233 – Konrad z Marburga, niemiecki norbertanin, inkwizytor (ur. ?)
- 1285 – Jan I, książę Saksonii-Lauenburga (ur. przed 1250)
- 1355 – Jan z Miśni, niemiecki duchowny katolicki, biskup warmiński (ur. ?)
- 1358 – Mikołaj Luksemburski, niemiecki duchowny katolicki, biskup Naumburga, patriarcha Akwilei (ur. 1322)
- 1393 – Albert d’Este, senior Ferrary i Modeny (ur. 1347)
- 1450 – Henryk XVI Bogaty, książę Bawarii-Landshut (ur. 1386)
- 1488 – Klarysa Orsini, włoska arystokratka (ur. 1453)
- 1528 – Jacopo Palma starszy, włoski malarz (ur. 1480)
- 1539 – Bernhard von Cles, austriacki duchowny katolicki, biskup Trydentu, kardynał (ur. 1485)
- 1540 – Eryk I Starszy, książę Brunszwiku-Calenbergu (ur. 1470)
- 1585 – Nicolò da Ponte, doża Wenecji (ur. 1491)
- 1594 – Karol de Bourbon, francuski duchowny katolicki, arcybiskup Rouen, kardynał (ur. 1562)
- 1613 – Henryk Juliusz, książę Brunszwiku-Wolfenbüttel (ur. 1564)
- 1630 – Pasquale Ottino, włoski malarz (ur. 1578)
- 1631 – Jerzy Zbaraski, polski szlachcic, polityk (ur. 1574)
- 1632 – Karol Habsburg, infant hiszpański i portugalski, arcyksiążę austriacki (ur. 1607)
- 1674 – Karel Škréta, czeski malarz (ur. 1610)
- 1683 – Maria Teresa Habsburg, królowa francuska (ur. 1638)
- 1691 – Daniel Georg Morhof, niemiecki pisarz (ur. 1639)
- 1703 – Charles de Caradas, francuski arystokrata, wojskowy, dyplomata (ur. 1667)
- 1715 – Nahum Tate, irlandzki poeta (ur. 1652)
- 1718 – William Penn, angielski kwakier, reformator religijny, założyciel kolonii Pensylwania (ur. 1644)
- 1719 – Giambattista Felice Zappi, włoski poeta (ur. 1667)
- 1741:
  - Thomas Emlyn, brytyjski teolog protestancki (ur. 1663)
  - Philipp Wirich von Daun, austriacki polityk (ur. 1669)
- 1746 – Francesco Trevisani, włoski malarz (ur. 1656)
- 1770 – Maciej Józef Łubieński, polski duchowny katolicki, dyplomata, tłumacz (ur. ok. 1715)
- 1771 – Thomas Gray, brytyjski poeta, filolog angielski, historyk, wykładowca akademicki (ur. 1716)
- 1775 – Pierre Galichet, francuski arystokrata, oficer, przedsiębiorca rolny (ur. ?)
- 1788 – Kajetan Ignacy Sołtyk, polski duchowny katolicki, biskup kijowski i krakowski (ur. 1715)
- 1796 – Nicolas de Pigage, francuski architekt (ur. 1723)
- 1801 – James Gunn, amerykański wojskowy, prawnik, polityk (ur. 1753)
- 1807 – Thomas Orde-Powlett, brytyjski arystokrata, polityk (ur. 1740)
- 1811 – Miguel Hidalgo, meksykański duchowny katolicki, bojownik o niepodległość kraju (ur. 1753)
- 1817 – Józef Lubomirski, polski książę Świętego Cesarstwa Rzymskiego, generał lejtnant wojsk koronnych, kasztelan kijowski, starosta romanowski, wolnomularz (ur. 1751)
- 1828 – François Isaac de Rivaz, szwajcarski wynalazca (ur. 1752)
- 1844 – Tomasz Chmielewski, polski duchowny katolicki, biskup pomocniczy warszawski (ur. 1767)
- 1849 – Jacob Perkins, amerykański fizyk, wynalazca, inżynier (ur. 1766)
- 1854 – Wincenty Norwerth, polski generał major w służbie rosyjskiej (ur. 1787)
- 1868 – August Friedrich Christian Vilmar, niemiecki teolog luterański, działacz kościelny (ur. 1800)
- 1875 – George Pickett, amerykański generał (ur. 1825)
- 1879 – Ludwik Droba, polski historyk, archiwista (ur. 1854)
- 1880 – Hipolit Skimborowicz, polski muzealnik, pisarz, publicysta (ur. 1815)
- 1882 – Gustave Le Gray, francuski fotograf, wynalazca, pisarz (ur. 1820)
- 1883 – Alois Scholz, austriacki przedsiębiorca (ur. 1821)
- 1887 – Friedrich Grundmann, niemiecki przedsiębiorca (ur. 1804)
- 1894 – Walter Pater, brytyjski pisarz, satyryk, krytyk literacki (ur. 1839)
- 1895:
  - Joseph Fahnroth, niemiecki malarz (ur. 1838)
  - Luigi Sodo, włoski duchowny katolicki, Sługa Boży (ur. 1811)
- 1898 – Otto von Bismarck, niemiecki polityk, premier Prus, kanclerz Niemiec (ur. 1815)
- 1900 – Alfred, książę Edynburga i Saksonii-Coburg-Gotha (ur. 1844)
- 1901 – Józef Gąsiorowski, polski etnograf, bibliotekarz (ur. 1853)
- 1905 – Ambrose Shea, kanadyjski dziennikarz, polityk, gubernator Bahamów (ur. 1855)
- 1908 – James Budd, amerykański polityk (ur. 1851)
- 1910 – Heinrich Gabel, austriacki prawnik, adwokat, polityk pochodzenia żydowskiego (ur. 1873)
- 1912:
  - Anton Hubert Fischer, niemiecki duchowny katolicki, arcybiskup Kolonii, kardynał (ur. 1840)
  - Juan Gualberto González, paragwajski polityk, prezydent Paragwaju (ur. 1851)
  - Mutsuhito, cesarz Japonii (ur. 1852)
- 1916:
  - Jan Kurczewski, polski duchowny katolicki, historyk, prawnik, wykładowca akademicki (ur. 1854)
  - Albert Neisser, niemiecki lekarz dermatolog, wenerolog, wykładowca akademicki pochodzenia żydowskiego (ur. 1855)
- 1918:
  - Hermann von Eichhorn, niemiecki feldmarszałek (ur. 1848)
  - Joyce Kilmer, amerykański poeta (ur. 1886)
  - Frank Linke-Crawford, austriacki pilot wojskowy, as myśliwski (ur. 1893)
  - Chaim Sołowiejczyk, polski rabin (ur. 1853)
- 1919:
  - Jakub Kuśmierkiewicz, polski sierżant (ur. 1880)
  - Jan Szmańda, polski działacz społeczny i narodowy, dziennikarz, publicysta (ur. 1889)
- 1920:
  - Albert Gustaf Dahlman, szwedzki kat państwowy (ur. 1848)
  - Klemens Mościcki, polski kapitan piechoty (ur. 1897?)
- 1924:
  - Edmund Berezowski, polski inżynier, tytularny generał brygady (ur. 1861)
  - Emma Eckstein, austriacka pacjentka Sigmunda Freuda (ur. 1865)
- 1927 – Robert de Flers, francuski dramaturg (ur. 1872)
- 1928:
  - John Christopher Cutler, amerykański polityk (ur. 1846)
  - Zdzisław Włodek, polski ziemianin, polityk (ur. 1852)
- 1929:
  - Miroslav Milisavljević, serbski generał (ur. 1868)
- 1930:
  - Joan Gamper, szwajcarski piłkarz, działacz piłkarski (ur. 1877)
  - Jenő von Zsigmondy, węgierski tenisista (ur. 1889)
- 1934 – Edward Szwejnic, polski duchowny katolicki, pedagog, duszpasterz akademicki (ur. 1887)
- 1936:
  - Zozym Izquierdo Gil, hiszpański duchowny katolicki, męczennik, błogosławiony (ur. 1895)
  - Stanisław Nowkuński, polski inżynier, konstruktor silników lotniczych (ur. 1903)
  - Sergiusz Cid Pazo, hiszpański salezjanin, męczennik, błogosławiony (ur. 1884)
  - Józef Maria Muro Sanmiguel, hiszpański dominikanin, męczennik, błogosławiony (ur. 1905)
- 1941:
  - Hugo Becker, niemiecki wiolonczelista, pedagog (ur. 1863)
  - Hugo Celmiņš, litewski dyplomata, polityk, burmistrz Rygi, premier Łotwy (ur. 1877)
  - Jan Korolec, polski prawnik, działacz narodowy (ur. 1902)
  - Włodzimierz Podhorski, polski inżynier, pułkownik kawalerii (ur. 1884)
  - Boris Skwirski, radziecki dyplomata (ur. 1887)
- 1942:
  - Jimmy Blanton, amerykański muzyk jazzowy (ur. 1918)
  - Leopold Mandić, chorwacki duchowny katolicki, kapucyn, święty (ur. 1866)
  - Aleksander (Vitols), łotewski biskup prawosławny (ur. 1876)
- 1943:
  - Benjamin Dale, brytyjski kompozytor, pedagog (ur. 1885)
  - Marie-Louise Giraud, francuska przestępczyni (ur. 1903)
  - Nikołaj Głazow, radziecki pilot wojskowy, as myśliwski (ur. 1919)
- 1944:
  - Fatułła Achmiedow, radziecki sierżant (ur. 1918)
  - Władimir Marcinkiewicz, radziecki generał major (ur. 1896)
  - Nikołaj Polikarpow, radziecki konstruktor lotniczy (ur. 1892)
  - Konstantin Wiszniewiecki, radziecki pilot wojskowy, as myśliwski (ur. 1914)
- 1947:
  - Joseph Cook, australijski polityk, premier Australii (ur. 1860)
  - Rohan Kōda, japoński pisarz (ur. 1867)
- 1948:
  - Stanisław Abramowski, polski plutonowy, uczestnik podziemia antykomunistycznego (ur. 1922)
  - Felicjan Sterba, polski podpułkownik dyplomowany obserwator, działacz sportowy (ur. 1896)
- 1949:
  - Stojan Danew, bułgarski prawnik, dyplomata, polityk, premier Bułgarii (ur. 1858)
  - Maria Wincencja od św. Doroty, meksykańska zakonnica, błogosławiona (ur. 1867)
- 1950:
  - Guilhermina Suggia, portugalska wiolonczelistka (ur. 1885)
  - Alfred Wiłkomirski, polski skrzypek, dyrygent, pedagog (ur. 1873)
- 1951 – Max Horton, brytyjski admirał (ur. 1883)
- 1952 – Michał Pasierbiewicz, polski inżynier elektryk, dowódca konspiracyjnej grupy AK w elektrowni Siersza Wodna (ur. 1908)
- 1953 – Maria Macieszyna, polska nauczycielka, publicystka (ur. 1869)
- 1954:
  - Jan Edward Nowodworski, polski adwokat, sędzia, polityk, poseł na Sejm RP (ur. 1876)
  - Wanda Zamenhof-Zaleska, polska okulistka pochodzenia żydowskiego, esperantystka (ur. 1893)
- 1959:
  - Heinie Conklin, amerykański aktor (ur. 1886)
  - Maria Venegas de la Torre, meksykańska zakonnica, święta (ur. 1868)
  - Oskar Vogt, niemiecki neurolog, neuroanatom (ur. 1870)
- 1960:
  - Edmund Lauterer, polski prawnik, komisaryczny prezydent Gniezna (ur. 1882)
  - Walter Lindrum, australijski bilardzista (ur. 1898)
- 1961:
  - Maksim Antoniuk, radziecki generał porucznik (ur. 1895)
  - Domenico Tardini, włoski kardynał, sekretarz stanu Stolicy Apostolskiej (ur. 1888)
- 1962:
  - Luigi Carnera, włoski astronom (ur. 1875)
  - Helge Krog, norweski dramaturg, tłumacz, krytyk teatralny, publicysta (ur. 1889)
- 1963:
  - Andrzej Biernacki, polski hematolog, internista (ur. 1903)
  - Alexander Rüstow, niemiecki ekonomista, wykładowca akademicki (ur. 1885)
- 1964:
  - Clair Engle, niemiecki polityk (ur. 1911)
  - Alfred Verdyck, belgijski piłkarz, bramkarza, trener (ur. 1882)
- 1965:
  - Jun’ichirō Tanizaki, japoński pisarz (ur. 1886)
  - Alan Washbond, amerykański bobsleista (ur. 1899)
- 1966:
  - Hazel Hempel Abel, amerykańska polityk (ur. 1888)
  - Władysław Kosianowski, polski komandor porucznik (ur. 1895)
- 1967:
  - Vlastimil Kopecký, czeski piłkarz (ur. 1912)
  - Alfried Krupp von Bohlen und Halbach, niemiecki przedsiębiorca (ur. 1907)
- 1968:
  - Alexander Hall, amerykański aktor, reżyser filmowy (ur. 1894)
  - Johann Horvath, austriacki piłkarz (ur. 1903)
- 1970:
  - Adam Dziurzyński, polski pedagog, dydaktyk biologii, entomolog, etolog, lepidopterolog (ur. 1887)
  - Maud Lewis, kanadyjska malarka ludowa (ur. 1903)
  - George Szell, amerykański kompozytor, pianista, dyrygent pochodzenia węgierskiego (ur. 1897)
- 1972:
  - Mór Kóczán, węgierski lekkoatleta, oszczepnik (ur. 1885)
  - Eustraty (Podolski), rosyjski biskup prawosławny (ur. 1887)
- 1973:
  - Gwido Chmarzyński, polski historyk sztuki, muzeolog (ur. 1906)
  - Lech Ludwik Madaliński, polski aktor (ur. 1900)
  - Iosif Szykin, radziecki generał pułkownik, polityk, dyplomata (ur. 1906)
- 1974:
  - Lew Knipper, rosyjski kompozytor pochodzenia niemieckiego (ur. 1898)
  - Thomas J. Sullivan, irlandzki Świadek Jehowy, członek Ciała Kierowniczego (ur. 1888)
  - Stanisław Świeżawski, polski prawnik, polityk, poseł na Sejm RP (ur. 1895)
- 1975:
  - James Blish, amerykański pisarz fantasy i science fiction (ur. 1921)
  - Jan Łobza, polski major piechoty (ur. 1896)
- 1976:
  - Gework Akopianc, radziecki pułkownik (ur. 1920)
  - Rudolf Bultmann, niemiecki teolog ewangelicki (ur. 1884)
- 1977 – Jürgen Ponto, niemiecki bankier (ur. 1923)
- 1978 – Umberto Nobile, włoski polarnik, konstruktor sterowców (ur. 1885)
- 1979:
  - Stefan Barbacki, polski genetyk, wykładowca akademicki (ur. 1903)
  - Lew Kowarski, francuski fizyk jądrowy pochodzenia polsko-rosyjskiego (ur. 1907)
- 1981:
  - Leon Łapiński, polski generał brygady (ur. 1919)
  - Bud Tingelstad, amerykański kierowca wyścigowy (ur. 1928)
- 1982 – Halina Krüger-Syrokomska, polska alpinistka, himalaistka (ur. 1938)
- 1983:
  - Bertus Caldenhove, holenderski piłkarz (ur. 1914)
  - Lynn Fontanne, brytyjska aktorka (ur. 1887)
- 1985:
  - Emmanuel d’Harcourt, francuski porucznik, dyplomata (ur. 1914)
  - Julia Robinson, amerykańska matematyk, wykładowczyni akademicka (ur. 1919)
  - Robert Sénéchal, francuski kierowca wyścigowy (ur. 1892)
- 1986:
  - Vladimír Hrubý, czeski aktor (ur. 1924)
  - Konstantine Lordkipanidze, gruziński prozaik, poeta (ur. 1905)
- 1987:
  - Andrei Bărbulescu, rumuński piłkarz, trener (ur. 1909)
  - Łado Dawydow, radziecki sierżant (ur. 1924)
  - Bolesław Smela, polski aktor, reżyser teatralny (ur. 1919)
- 1989:
  - Tadeusz Koślacz, polski rzemieślnik, polityk, poseł na Sejm PRL (ur. 1913)
  - Marek Olszewski, polski prawnik, wykładowca akademicki (ur. 1930)
- 1990:
  - Stanisław Fereszko, polski pianista, kompozytor pochodzenia żydowskiego (ur. 1914)
  - Gustaf Jonsson, szwedzki biegacz narciarski (ur. 1903)
  - Feliks Mantel, polski adwokat, historyk, dyplomata, polityk, poseł do KRN (ur. 1906)
  - Tadeusz Pławski, polski polityk, poseł na Sejm PRL (ur. 1922)
- 1991:
  - Tom Bridger, brytyjski kierowca wyścigowy (ur. 1934)
  - Dmitrij Babiczenko, radziecki twórca filmów animowanych (ur. 1901)
  - Tadeusz Lisicki, polski inżynier, generał brygady (ur. 1910)
- 1992:
  - Tonin Harapi, albański kompozytor, pianista (ur. 1928)
  - Joachim Herrmann, wschodnioniemiecki dziennikarz, polityk (ur. 1928)
  - Bo Lindman, szwedzki pięcioboista nowoczesny (ur. 1899)
  - Bohdan Lisowski, polski architekt, inżynier, wykładowca akademicki (ur. 1924)
  - Brenda Marshall, amerykańska aktorka (ur. 1915)
  - Joe Shuster, kanadyjsko-amerykański rysownik komiksów (ur. 1914)
- 1993:
  - Leszek Kudłacik, polski bokser, trener (ur. 1929)
  - Edward Bernard Raczyński, polski pisarz, dyplomata, polityk, prezydent RP na uchodźstwie, autor pierwszego raportu o holokauście (ur. 1891)
- 1994:
  - Ryszard Riedel, polski wokalista, członek zespołu Dżem (ur. 1956)
  - Bronisław Rogal, polski żużlowiec (ur. 1937)
- 1995:
  - Aleksander Bardini, polski reżyser teatralny, aktor, pedagog (ur. 1913)
  - Alfredo Giannetti, włoski reżyser i scenarzysta filmowy (ur. 1924)
  - Witalij Szabanow, radziecki generał armii, polityk (ur. 1923)
- 1996:
  - Claudette Colbert, francuska aktorka (ur. 1903)
  - Magda Schneider, austriacka aktorka (ur. 1909)
- 1997:
  - Bảo Đại, król Annamu, premier i cesarz Wietnamu Południowego (ur. 1913)
  - Bogusław Wyrobek, polski wokalista, autor tekstów, członek zespołu Rhythm and Blues (ur. 1937)
- 1998 – Laila Schou Nilsen, norweska narciarka alpejska, biegaczka narciarska, łyżwiarka szybka, tenisistka (ur. 1919)
- 1999:
  - Robert Nawrocki, polski żużlowiec, trener i sędzia żużlowy (ur. 1925)
  - Hermann Panzo, francuski lekkoatleta, sprinter (ur. 1958)
  - Mieczysław Serwiński, polski chemik, polityk, poseł na Sejm PRL (ur. 1918)
  - Renata Zisman, polska pianistka, pedagog pochodzenia żydowskiego (ur. 1921)
- 2000 – Jerzy Ignaciuk, polski pisarz (ur. 1951)
- 2001:
  - Maksymilian Berezowski, polski major, dziennikarz, publicysta, felietonista, pisarz (ur. 1923)
  - Piełagieja Daniłowa, rosyjska gimnastyczka (ur. 1918)
  - Jerzy Kolankowski, polski lekarz, poeta, dramaturg, alpinista (ur. 1915)
  - Irina Zaricka, ukraińska pianistka (ur. 1939)
- 2002 – Stephen Lysak, amerykański kajakarz, kanadyjkarz (ur. 1912)
- 2003:
  - Jerzy Kamiński, polski rolnik, polityk, senator RP (ur. 1926)
  - Ewa Krzyżewska, polska aktorka (ur. 1939)
  - Sam Phillips, amerykański producent muzyczny (ur. 1923)
- 2004 – Wolfgang Ullmann, niemiecki duchowny i teolog protestancki, polityk (ur. 1929)
- 2005:
  - John Garang, sudański wojskowy, polityk (ur. 1945)
  - Rudolf Tajcnár, słowacki hokeista (ur. 1948)
  - Lucky Thompson, amerykański saksofonista jazzowy (ur. 1924)
- 2006:
  - Duygu Asena, turecka dziennikarka, pisarka, aktorka, obrończyni praw kobiet (ur. 1946)
  - Murray Bookchin, amerykański myśliciel anarchistyczny (ur. 1921)
  - Akbar Mohammadi, irański dysydent, działacz studencki, więzień polityczny (ur. 1972)
  - Zdravko Rajkov, serbski piłkarz, trener (ur. 1930)
- 2007:
  - Danuta Adamczewska, polska szachistka (ur. 1928)
  - Michelangelo Antonioni, włoski reżyser i scenarzysta filmowy (ur. 1912)
  - Ingmar Bergman, szwedzki reżyser filmowy i teatralny (ur. 1918)
  - Stanisław Konarski, polski historyk, varsavianista (ur. 1923)
  - Ali Meszkini, irański duchowny muzułmański, przewodniczący Zgromadzenia Ekspertów (ur. 1922)
  - Teoktyst I, rumuński duchowny prawosławny, patriarcha Rumunii (ur. 1915)
- 2008:
  - Peter Coke, brytyjski aktor, pisarz (ur. 1913)
  - Tadeusz Orłowski, polski lekarz, pionier transplantologii, wspinacz (ur. 1917)
  - Terje Thoen, norweski hokeista (ur. 1944)
- 2009:
  - Juryj Kurnienin, białoruski piłkarz, trener (ur. 1954)
  - Peter Zadek, niemiecki reżyser teatralny i filmowy, scenarzysta (ur. 1926)
- 2010:
  - Stanisław Gola, polski poeta (ur. 1942)
  - Mariusz Jendryczko, polski piłkarz (ur. 1973)
  - Krystyna Stolarska, polska piosenkarka (ur. 1954)
- 2011:
  - Mario Echandi Jiménez, kostarykański polityk, prezydent Kostaryki (ur. 1915)
  - Tadeusz Łodziana, polski rzeźbiarz (ur. 1920)
- 2012:
  - Maeve Binchy, irlandzka pisarka (ur. 1939)
  - Tadeusz Kowalik, polski ekonomista, działacz społeczny (ur. 1926)
  - Anna Sucheni-Grabowska, polska historyk (ur. 1920)
- 2013:
  - Janina Adamczyk, polska chemik, wynalazczyni (ur. 1911)
  - Berthold Beitz, niemiecki przedsiębiorca (ur. 1913)
  - Robert Bellah, amerykański socjolog (ur. 1927)
  - Harry F. Byrd Jr., amerykański polityk (ur. 1914)
  - Antonio Ramallets, hiszpański piłkarz, trener (ur. 1924)
  - Ossie Schectman, amerykański koszykarz pochodzenia żydowskiego (ur. 1919)
- 2014:
  - Harun Farocki, niemiecki reżyser filmowy (ur. 1944)
  - Julio Grondona, argentyński działacz sportowy (ur. 1931)
  - Finn Gundersen, norweski piłkarz, hokeista (ur. 1933)
  - Dick Smith, amerykański charakteryzator filmowy (ur. 1922)
- 2015:
  - Lynn Anderson, amerykańska piosenkarka country (ur. 1947)
  - Ludmila Dvořáková, czeska śpiewaczka operowa (sopran) (ur. 1923)
  - Yakub Memon, indyjski terrorysta (ur. 1962)
  - Alena Vrzáňová, czeska łyżwiarka figurowa (ur. 1931)
- 2016:
  - Gloria DeHaven, amerykańska aktorka (ur. 1925)
  - András Hajnal, węgierski matematyk (ur. 1931)
- 2018:
  - Maria Dzielska, polska historyk, filolog klasyczny, tłumaczka (ur. 1942)
  - Hieronim Fokciński, polski duchowny katolicki, jezuita, filolog klasyczny, historyk (ur. 1937)
  - Luan Hajdaraga, albański polityk, dyplomata, minister obrony i spraw zagranicznych (ur. 1948)
  - Andreas Kappes, niemiecki kolarz torowy i szosowy (ur. 1965)
  - Jerzy Stelmachów, polski ginekolog (ur. 1941)
- 2020:
  - Herman Cain, amerykański przedsiębiorca, polityk (ur. 1945)
  - Lee Teng-hui, tajwański polityk, burmistrz Tajpej, wiceprezydent i prezydent Tajwanu (ur. 1923)
- 2022:
  - Martin Luluga, ugandyjski duchowny katolicki, administrator apostolski, biskup Nebbi i Gulu (ur. 1933)
  - Nichelle Nichols, amerykańska aktorka (ur. 1932)
  - Dariusz Tkaczyk, polski wokalista punk-rockowy, członek zespołu The Analogs (ur. ?)
- 2023:
  - David Albahari, serbski pisarz (ur. 1948)
  - Adam Drąg, polski pieśniarz, gitarzysta, kompozytor (ur. 1949)
  - Krzysztof Pilarczyk, polski historyk religii, judaista, biblista, bibliolog (ur. 1953)
  - Paul Reubens, amerykański aktor (ur. 1952)
- 2024:
  - Bruno Garzena, włoski piłkarz (ur. 1933)
  - Hans Lenk, niemiecki wioślarz (ur. 1935)
  - Fuad Szukr, libański wojskowy, polityk, szyita, terrorysta z ramienia Hezbollahu (ur. 1961/1962)
  - Bogumiła Wander, polska spikerka i prezenterka telewizyjna (ur. 1943)
- 2025:
  - Mariusz Janiak, polski perkusista, członek zespołu Sedes (ur. 1965)
  - Jerzy Makarczyk, polski prawnik, profesor nauk prawnych, sędzia ETPCz i TSUE, polityk (ur. 1938)
  - Adalberto Paulo da Silva, brazylijski duchowny katolicki, kapucyn, biskup pomocniczy Fortalezy, biskup Viany (ur. 1929)